# Nilson Pinto
Nilson Pinto de Oliveira (Belém, 25 de março de 1952) é um professor universitário e político brasileiro, filiado ao Partido da Social Democracia Brasileira (PSDB). Está no seu quinto mandato consecutivo como deputado federal pelo Pará. Atualmente é presidente da Comissão de Relações Exteriores e de Defesa Nacional da Câmara dos Deputados.
É professor da Universidade Federal do Pará, da qual foi reitor no período de 1989 a 1993.

## Biografia

### Trajetória acadêmica
É geólogo, formado em 1973 pela Universidade Federal do Pará (UFPA). Em 1977 obteve o título de mestre em geoquímica, também pela UFPA. Em 1980 conquistou o título de doutor em geociências, pela Universidade de Erlangen-Nuremberg, na República Federal da Alemanha.
É professor da UFPA, foi pró-reitor de extensão de 1985 a 1989, e reitor da universidade de 1989 a 1993.
Em sua carreira acadêmica publicou diversos artigos científicos e livros e coordenou o processo de interiorização da UFPA, que teve profundas repercussões na formação de professores e na expansão do ensino médio no Pará, além de criar as bases para a implantação de novas universidades no Estado.

### Trajetória política
Foi secretário de Ciência, Tecnologia e Meio Ambiente do Estado do Pará de 1995 a 1998; secretário especial de Promoção Social do Pará de 2001 a 2002; secretário de Educação do Pará em 2011; e novamente secretário especial de estado de Promoção Social no Pará em 2012.
Como membro do governo paraense, trabalhou na elaboração da Lei Ambiental do Estado do Pará, na criação do Fundo Estadual de Ciência e Tecnologia e do Fundo Estadual do Meio Ambiente, e na implantação do sistema de escolas de trabalho e produção do Estado do Pará.
Nilson Pinto elegeu-se deputado federal pela primeira vez em 1998, com 40.600 votos; em 2002, foi reeleito com 94.022 votos; reelegeu-se, novamente, em 2006, com 132.520 votos e, em 2010, alcançou 140.893 votos. Nas eleições de 2014, recebeu 193.573 votos.
Na Câmara dos Deputados tem atuado prioritariamente na Comissão de Educação; na Comissão de Meio Ambiente, da qual foi presidente; e na Comissão de Ciência e Tecnologia. É, também, membro e ex-presidente do Grupo Parlamentar Brasil-Alemanha, que visa fortalecer as relações parlamentares entre os dois países. Em 3 de março de 2015 foi eleito membro titular da Comissão de Educação da Câmara dos Deputados. Em 2018 foi eleito presidente da Comissão de Relações Exteriores e de Defesa Nacional da Câmara dos Deputados.
Foi reeleito deputado federal em 2014, para a 55.ª legislatura (2015-2019). Votou a favor do Processo de impeachment de Dilma Rousseff. Já durante o Governo Michel Temer, votou a favor da PEC do Teto dos Gastos Públicos.
Em abril de 2017 foi favorável à Reforma Trabalhista. 

## Votações sobre a investigação de Dilma Rousseff e Michel Temer
Votou a favor do Processo de impeachment de Dilma Rousseff, acusada pela edição de decretos que ampliaram a previsão de gastos do governo e as chamadas "pedaladas fiscais" no Plano Safra, além de corrupção na Petrobras.
Em agosto de 2017 votou contra o processo em que se pedia abertura de investigação do então presidente Michel Temer.

Na sessão do dia 25 de outubro de 2017, o deputado, mais uma vez, votou contra o prosseguimento da investigação do presidente Michel Temer, acusado pelos crimes de obstrução de Justiça e organização criminosa. 